# Kzavor (berg)
Kzavor är ett berg i Armenien.   Det ligger i provinsen Vajots Dzor, i den södra delen av landet, 90 kilometer sydost om huvudstaden Jerevan. Toppen på Kzavor är 2 452 meter över havet.
Terrängen runt Kzavor är bergig västerut, men österut är den kuperad. Närmaste större samhälle är Yeghegnadzor, 14,6 kilometer norr om Kzavor. 
Trakten runt Kzavor består i huvudsak av gräsmarker. Runt Kzavor är det ganska glesbefolkat, med 34 invånare per kvadratkilometer.